# Tripyla gracilis
Tripyla gracilis är en rundmaskart. Tripyla gracilis ingår i släktet Tripyla och familjen Tripylidae. Inga underarter finns listade i Catalogue of Life.